# Lebka člověka

Pohled na lebku člověka ze strany

Pohled na lebku člověka zepředu

Lidská lebka (cranium) se u dítěte skládá z 22 kostí. Novorozenec má prostor mezi jednotlivými kostmi vyplněn vazivovými blankami (tzv. lupínky, fontanely), ty postupně zarůstají a celá lebka srůstá.

## Kosti lebky
Kosti lebky jsou ploché, sestávají ze dvou tenkých kostí a jedné řídké kosti, která obsahuje kostní dřeň, jejímu uspořádání říkáme diploe. Diploe najdeme jen v lebce.

### Mozková část lebky
Mozková část (neurocranium) vytváří pevné pouzdro pro mozek a některé smyslové orgány. Skládá se z plochých kostí klenby lební - kalva (kost temenní a čelní) a z kostí spodiny (báze) lební (kost týlní, klínová, spánková a čichová)
- 1 kost týlní (os occipitale): Tvoří významnou část spodiny lebeční. Nachází se v ní velký týlní otvor (foramen occipitale magnum) který spojuje lebeční dutinu s páteřním kanálem (prochází zde prodloužená mícha). Samotné skloubení (atlantooccipitální) zajistí dva kondyly (condili occipitales), pod kterými skrz canalis nervi hypoglossi prochází XII hlavový nerv. Dobře hmatný je tzv: zevní týlní výběžek (protuberantia occipitalis externa), který bývá u mužských lebek výraznější. Zde a na přilehlé čáře (linea nuchalis superior) se upíná kápový sval (m.trapesius).
- 1 kost klínová (os sphenoidale): je nepárová kost ve středu báze lebeční. Na vnitřní lebeční bázi (basis cranii interna) vytváří její tělo tzv: turecké sedlo (sella turcica) v kterém je umístěn Podvěsek mozkový (hypophysis). Kost klínová má navíc tzv. malá a velká křídla. Malá křídla pak společně s tělem kosti klínové uzavírají zrakový kanál (canalis opticus), skrz který prochází zrakový nerv (nervus opticus).
- 1 kost čichová (os ethmoidale): Do jedné její části – lamina cribrosa – vstupuje čichový nerv n.olfactorius, která sem vysílá velice jemná vlákna. Proto při nárazu na týlní krajinu, který je většinou doprovázen prudkým pohybem mozku, dochází i k přetrhání těchto vláken, a tak i k částečné, nebo úplné ztrátě čichu. Navíc skrz lamina cribrosa je propojen mozek s nosní dutinou, což je možná cesta pro prostup zánětu.
- 1 kost čelní (os frontale): je kostěným podkladem čela a spodní část kosti tvoří strop obou očnic. Je pneumatizovaná, tedy je v ní vytvořen otvor, který se nazývá sinus frontalis. Jde o jednu ze součástí vedlejších nosních dutin tzn., že i sem může pestoupit zánět z nosní dutiny (cavitas nasi) a indukovat vznik sinusitis.
- 2 kosti temenní (os parietale): párová kost tvaru čtyřhranné misky, opatřena liniemi úponu pro jeden ze žvýkacích svalů musculus temporalis, tedy linea temporalis superior (vrchní) a linea temporalis inferior (spodní). Okraje se spojují s okolními kostmi v hlavních lebečních švech. S kostí čelní vytváří šev korunový (sutura coronalis), s kostí týlní šev lambdový (sutura lambdoidea). Obě kosti temenní se spojují švem šípovým (sutura sagittalis).
- 2 kosti spánkové (os temporale): je párová kost složitého tvaru. Součástí kosti spánkové jsou: kost skalní / pyramida (os petrosum/pars pyramidalis), výběžek bradavkový (procesus mastoideus), výběžek bodcovitý (proc. styloideus), kost bubínková (pars tympanica), kloubní jamka mandibuly a výběžek lícní. Uvnitř pars pyramidalis je uloženo střední ucho.

### Obličejová část lebky
Kosti obličejové části (splanchnocranium, viscerocranium) obklopují začátek trávicího a dýchacího ústrojí. Obličejová část se skládá z kostí párových (horní čelist, kost patrová a lícní) a z nepárové dolní čelisti a jazylky.
- 2 kosti horní čelisti (maxilla): Horní čelist sestává z těla, frontálního výběžku a výběžku lícního (proc. zygomaticus), ve kterém se spojuje s kostí lícní (os zygomaticum). Za vývoje se maxila zakládá jako dvě kosti, z nichž přednější a menší (premaxilla) postnatálně srůstá s ostatním tělem maxily. I maxila je pneumatizovaná a nachází se v ní dutina sinus maxilaris (antrum Highmori), největší z vedlejších dutin nosních. Hlavním podkladem tvrdého patra je patrový výběžek. Lůžka pro zuby horního zubního oblouku jsou vytvořena v podkovitém dásňovitém výběžku
- 2 lícní kosti (os zygomaticum): Název z řeckého: zygein = spojovat. Společně s proc. zygomaticus kosti spánkové vytváří tzv. jařmový oblouk (arcus zygomaticus). Jednou svojí plochou vytváří část stěny orbity (facies orbitalis) a jednou (facies lateralis) vytváří líc, přičemž její tvar i velikost je individuální a podílí se na celkovém výrazu tváře.
- 2 nosní kosti (os nasale): představují dvě stříškovitě k sobě postavené kůstky, jejichž velikost je individuální. Tvoří kostěný podklad nosu. U mužů bývá zahloubení „žlábku“ mezi os frontale a nasale větší, což je jeden z pohlavních rozdílů na lebce.
- 2 slzní kosti (os lacrimale): Párová kost obsahující otisk slzního váčku (fossa saci lacrimalis).
- Nosní skořepy:
  - 2 horní skořepy nosní (Concha nasalis superior)
  - 2 střední skořepy nosní (Concha nasalis media)
  - 2 dolní skořepy nosní (Concha nasalis inferior) - tenká plochá kost odstupující od zevní stěny dutiny nosní pod střední skořepou.
- 2 patrové kosti (os palatinum): Má dvě lamely ve tvaru písmene L (jsou na sebe prakticky kolmé). Jedna (lamina perpendicularis) tvoří část dutiny nosní (cavitas nasi) a druhá (lamina horisontalis) je součástí tvrdého patra.
- dolní čelist (Mandibula): Skládá se s těchto částí: těla (corpus mandibulae), ramena (ramus mandibulae), výběžku kloubního a korunového. Navíc nese tzv. zubní výběžek (processus alveolaris), který nese zuby. Obě ramena patrové kosti jsou zakončené hlavičkou pro kloub čelistní.
- kost radličná (Vomer): Je svisle postavená plochá kost, tvoří část nosní přepážky.

- čelistní kloub (articulatio temporomandibularis) je jediným pohyblivým spojením na lebce. Hlavice (caput mandibulae) ve tvaru protáhlého elipsoidu zapadá do jamky na kosti spánkové pod jařmovým obloukem. Mezi obě kloubní plochy je vsunuta vazivová destička. Základními pohyby v kloubu čelistním jsou otevírání úst (deprese mandibuly) a uzavírání úst (elevace mandibuly). V omezeném rozsahu je možný i pohyb mandibuly dopředu, dozadu a do stran.

### Kosti nepatřící přímo k lebce
- jazylka (os hyoideum) je podkovitá kůstka zavzatá do svalů krčních mezi dolní čelistí a kostrou hrtanu. Na jazylce je zavěšen hrtan. Tato kost má tzv. malé a velké rohy (cornua majora et minora). Kromě hrtanu se zde upínají dvě skupiny svalů, které ji stabilizují, tedy svaly nadjazylkové (suprahyoidní) a svaly podjazylkové (infrahyoidní).
- kost slzní (os lacrimale) tvoří drobné párové kůstky vsazené vpředu do vnitřní stěny očnice.
- sluchové kůstky: kladívko (malleus), kovadlinka (incus), třmínek (stapes), který má dokonce svůj stabilizační sval – třmínkový sval (musculus stapedius)

## Důležité prostory lebky
- Dutina lebeční (cavum cranii) je určena pro mozek. Při pohledu shora na bázi lebeční jsou patrné přední, střední a zadní jáma lebeční, uložené stupňovitě za sebou. V přední jámě lebeční leží čelní lalok mozku, ve střední jámě je v tureckém sedle (Sella turcica) uložen podvěsek mozkový (hypofýza) a po stranách spánkové laloky mozku. Uprostřed zadní jámy lebeční leží prodloužená mícha a Varolův most (Pons varoli), po stranách polokoule mozečku.
- Očnice (orbita) neboli cavitas orbitalis, je hluboký párový prostor ve tvaru čtyřbokého jehlanu, ve kterém je uložena oční koule s přídatnými orgány (okohybné svaly, cévy, nervy a slzné aparáty)
- Dutina nosní (cavitas nasi) je nosní přepážkou rozdělena na dvě poloviny. Každá polovina je dále rozčleněna nosními skořepami (konchami) na horní (- nejkratší a nejužší) střední(- delší a širší, vede do něj sinus maxillaris a sinus frontalis) a dolní nosní průduch (- nejprostornější, přístupný. Vede slzný kanál). Nosní dutina je potažena sliznicemi obsahujícími čichové receptory.